# Henschia zelihae
Henschia zelihae är en insektsart som beskrevs av Kalkandelen 1972. Henschia zelihae ingår i släktet Henschia och familjen dvärgstritar. Inga underarter finns listade i Catalogue of Life.